# Европейски квартал (Люксембург)
Вижте пояснителната страница за други значения на Европейски квартал.
Европейският квартал (на английски: European Quarter; на френски: Quartier européen; на немски: Europaviertel) се намира в североизточната част на град Люксембург, в който са разположени учреждения на Европейския съюз. Той е част от района Кирхберг.
Люксембург е родният град на Робер Шуман, който през 1950 година предлага т.нар. план на Шуман за интегриране на икономиките на редица западноевропейски държави, довело до създаване на Европейските общности - предшествениците на ЕС. Там се провежда също и първата среща на ръководителите на страните-членки на Европейска общност за въглища и стомана под председателството на Жан Моне.
В квартала от 1952 година са разположени следните учреждения на ЕС:
- Генерален секретариат на Европейския парламент
- Генерална дирекция на Европейската комисия (частично)
- Съд на Европейския съюз
- Европейска сметна палата
- Европейска инвестиционна банка
- Съвет на Европейския съюз

В района на главната гара на Люксембург се намира също Службата за публикации на ЕС.